# زينب بحراني
زينب بحراني هي أكاديمية عراقية ولدت عام 1962 م ، بغداد، وهي أستاذة في الفَنِّ وعلم الآثار للشرق الأدنى القديم في جامعة كولومبيا. أكملت تعليمها في أوروبا والولايات المتّحدة. استلمت ماجستير في الآداب ودرجة الدكتوراه (دكتوراه 1989 م) في تأريخ الفنّ وعلم الآثار من  جامعة نيويورك للفنون الجميلة. قبل تعيينِها في جامعة كولومبيا، علمت في جامعة فينا في النمسا، جامعة الدولة في نيويورك ، وكانت أمينة في متحف المتروبوليتان لقسم عصور الفَنِّ القديمة للشرق الأدنى - نيويورك،  من عام 1989 إلى عام 1992.
في الخامس والعشرين من مايو/مايس عام 2004، جرى تعيينها للعمل بالسلطة المؤقّتة الائتلافية كمستشار كبير للثقافة. صرّحت بأنّ هدفها سيكون مواصلة إعادة بناء متحف العراق الوطني ومكتبة العراق الوطنية ولتمييز الفرص الجديدة للتدريب والدراسة في الخارج.
انتخبت لعضوية الأكاديمية الأمريكية للفنون والعلوم لعام 2020م.

## وصلات خارجية
- http://www.columbia.edu/cu/arthistory/faculty/Bahrani.html
- الصفحة الرسمية للدكتورة البحراني على موقع العراق في التاريخ(Iraqinhistory.com ) https://www.abualsoof.com/2017-04-02-19-13-14